# Liljeholmen
Liljeholmen is een district in het stadsdeel Hägersten-Liljeholmen in het zuiden van Stockholm. De wijk werd in 1926 opgericht, is 170 hectare groot en er wonen 4203 mensen.
In 1860 werd Liljeholmen als eerste 'voorstad' gebouwd buiten de stadsgrenzen van Stockholm. Het gebied werd pas in 1913 bij Stockholm gevoegd. 
Liljeholmen is gezien het achtervoegsel in vroeger tijden een eiland geweest. Het meer Trekanten ten zuiden van de woonwijk is de restant van de voormalige scheiding van het "vasteland". Ten noorden van de wijk ligt de Liljeholmsviken, een inham van het Mälarmeer. 

## Verkeer en vervoer

### Voormalig
Vroeger was er een station in Liljeholmen op het traject van de Västra Stam-lijn, toen deze lijn nog door Kungsholmen liep. Het traject is nu opgebroken en het station gesloten.

### Huidig
- De tramlijn 22 heeft twee haltes in het wijk, Liljeholmen en Årstadal.
- De rode lijn van de Stockholmse metro (ook wel Tub 2 genoemd) heeft een metrostation in de wijk in een overdekt gebouw. Het station wordt bediend door de lijnen T13 en T14 van de Metro van Stockholm.

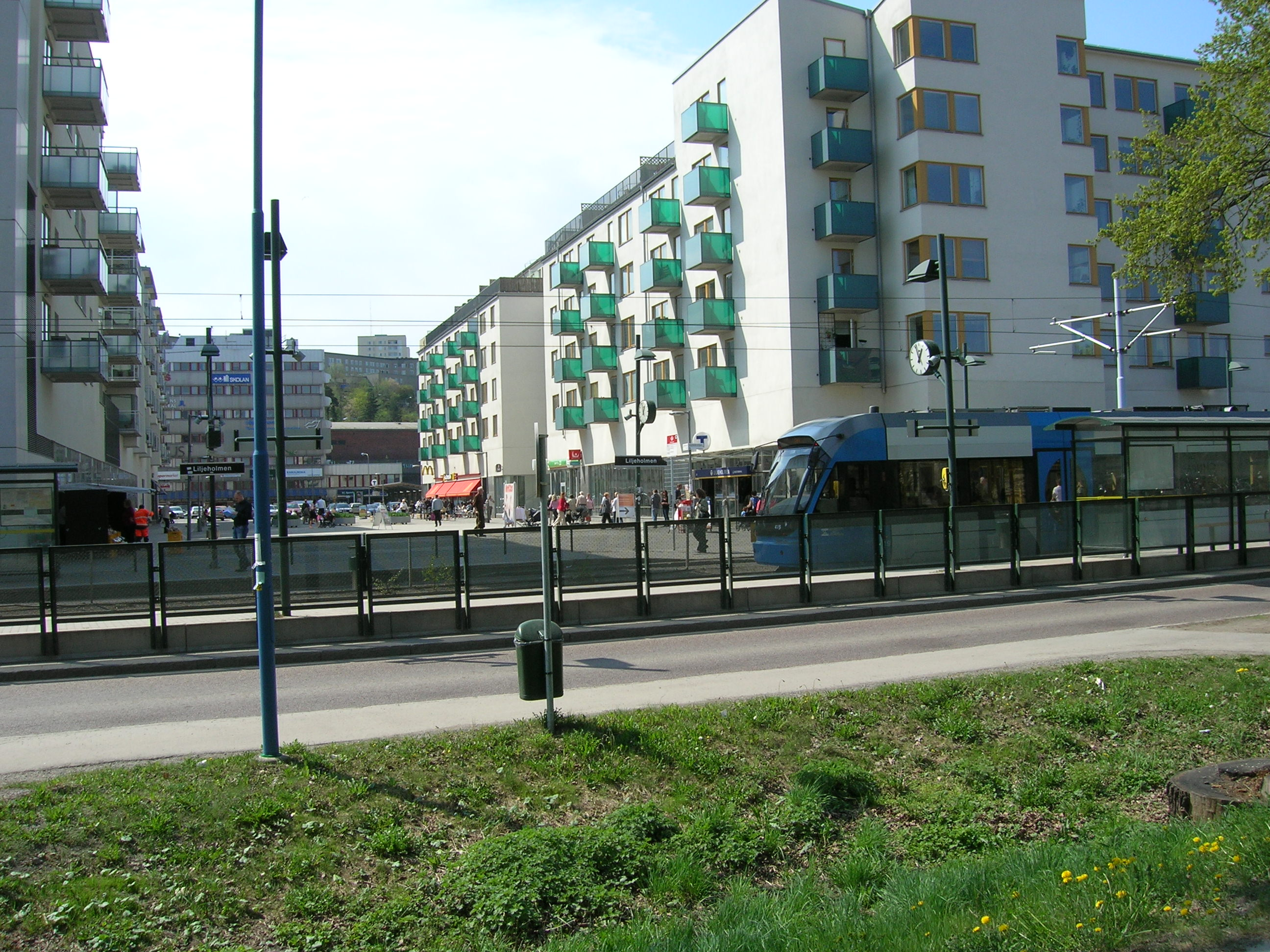
Liljeholmen in 2006